# Операция «Поддержка демократии»
Операция «Поддержка демократии» (англ. Operation Uphold Democracy) — интервенция войск США на острове Гаити с целью возвращения в эту страну законного президента Жан-Бертрана Аристида, свергнутого военной хунтой. Операция была санкционирована Советом безопасности ООН 31 июля 1994 года.

## Предыстория
В 1990 году Жан-Бертран Аристид выиграл президентские выборы, получив 67 % голосов. 7 февраля 1991 года состоялась инаугурация Аристида. Гаитянские военные выступили против своего президента. Аристиду предложили либо уйти в отставку, либо предстать перед судом за неоднократное нарушение конституции Республики Гаити. В присутствии нескольких послов иностранных государств Аристид решил уйти в отставку и покинуть Гаити. 30 сентября 1991 года он был смещён, бежал в Венесуэлу, затем в США.
В октябре 1993 году президент США Клинтон направил шесть кораблей ВМС США (два крейсера: USS Gettysburg (CG-64), USS Vicksburg (CG-69); два эсминца: USS Sterett (DDG-104), USS Caron (DD-970); два фрегата: USS Klakring (FFG-42) и USS Jack Williams (FFG-24)) для блокады Гаити, кроме них в блокаде острова участвовали корабли и катера береговой охраны США. Кроме того, на военной базе Гуантанамо было сформировано подразделение для вторжения на Гаити «в случае возникновения угрозы для 1100 находившихся на острове американских граждан».
10 октября 1993 года американский десантный корабль USS Harlan County (LST-1196), на борту которого находилось свыше 200 солдат, совершил вторжение в территориальные воды Гаити, остановившись на расстоянии 1 морской мили от побережья у морского порта Порт-о-Пренс. В городе состоялась вооружённая демонстрация, солдаты, полицейские и ополченцы начали строительство баррикад, и 12 октября 1993 года корабль снялся с якоря.

## Подготовка к операции
Резолюция Совета Безопасности ООН № 940 санкционировала «создание многонациональных сил под единым командованием и использование всех необходимых средств для отстранения на Гаити военных от власти». В операции наряду с 14000 американских морских пехотинцев были готовы участвовать 2000 военнослужащих из других государств Карибского бассейна, Латинской Америки и Европы. Через два года предстояли президентские выборы в США, и Биллу Клинтону требовалось исключить потери. Предотвращение возможных враждебных действий гаитян по отношению к американским военнослужащим явилось главной целью пропаганды. Основными формами пропаганды были распространение листовок и радиовещание. Также усилилась экономическая блокада острова.

## Ход операции
Сильное психологическое воздействие на хунту оказала демонстрация военной мощи США. К берегам острова подошли 20 боевых кораблей ВМФ США, в том числе два авианосца. 19 сентября 1994 года более 60 военно-транспортных самолётов взлетели с базы Форт-Брэгг и взяли курс на Гаити. Но через несколько минут был дан отбой, воздушная армада повернула назад. Генерал Седра распорядился разобрать баррикады и не препятствовать высадке американского морского десанта, призванного осуществить смену режима. В тот же день 3000 морских пехотинцев высадились на Гаити.
Наибольшие проблемы потенциально могли создать ультраправые боевики парамилитарной группировки Frappe, грозившие устроить американцам «второе Сомали». Однако они, как и войска хунты, не решились на сопротивление. Лидер Frappe Эммануэль Констан заявил, что «не видит альтернативы возвращению Аристида». Американские военные, поддерживаемые жителями Порт-о-Пренса, беспрепятственно заняли штаб-квартиру Frappe. После обнаружения там орудий пыток и фотографий сцен насилия американцам пришлось спасать боевиков от линчевания.
Основной задачей подразделений после высадки на остров стало обеспечение благоприятных морально-психологических условий для действий американских военнослужащих. В дальнейшем военная акция США носила гуманитарный характер.
В операции принимало участие спецподразделение «Дельта». Оперативники Дельты выступали как телохранители должностных лиц ООН и дипломатов, работали вместе с польским контр-террористическим отрядом «Гром».

## Итоги
Операция на Гаити прошла успешно.

## Дальнейшие события
1 декабря 1997 года миротворческий контингент ООН передал функции по поддержанию порядка национальной полиции и покинул страну. В этот момент численность полиции составляла 6000 человек, но подготовка личного состава являлась недостаточной. При этом военный контингент США остался на острове после завершения миссии ООН.